# Cephaloon lepturides
Cephaloon lepturides is een keversoort uit de familie Stenotrachelidae. De wetenschappelijke naam van de soort is voor het eerst geldig gepubliceerd in 1838 door Newman.